# Denis Nizhegorodov
Denis Guennadievich Nizhegorodov, (Денис Геннадьевич Нижегородов, Saransk, 26 de julio de 1980) es un atleta ruso especializado en marcha atlética. Fue campeón del mundo de 50 kilómetros marcha en 2011.

## Carrera deportiva
Ha acudido en dos ocasiones a sendas citas olímpicas consiguiendo medalla en ambas. La primera ocasión fue en los Juegos Olímpicos de Atenas de 2004, donde consiguió la medalla de plata. En 2008, en los Juegos Olímpicos de Pekín consiguió la medalla de bronce.
En 2011, con motivo del Campeonato Mundial de Atletismo de 2011 delebrado en la ciudad Coreana de Daegu se alzó con la medalla de oro. Obtuvo inicialmente el 2º puesto, pero el atleta ruso Sergéi Bakulin, ganador de la prueba, fue descalificado el 24 de marzo de 2016 por el TAS acusado de dopaje. La IAAF anunció que las medallas serían redistribuidas en todas las competiciones bajo su control por lo que Nizhegorodov pasó del 2º puesto al 1º.
En la Copa del Mundo de Marcha Atlética Nizhegorodov ha realizado también actuaciones exitosas. Tanto en La Coruña en 2006 como en Cheboksary en 2008 se alzó con sendas medallas de oro en la distancia de 50 kilómetros.
Su entrenador es Víktor Cheguin.

## Mejores marcas personales
| Mejores marcas personales | Mejores marcas personales | Mejores marcas personales | Mejores marcas personales |
| Distancia                 | Tiempo                    | Lugar                     | Fecha                     |
| ------------------------- | ------------------------- | ------------------------- | ------------------------- |
| 5.000 m PC                | 18:58.81                  | Moscú, Rusia              | 5 de febrero de 2012      |
| 20 km.                    | 1h:18:20                  | Ádler, Rusia              | 4 de marzo de 2001        |
| 30 km.                    | 2h:12:27                  | Paris, Francia            | 23 de agosto de 2003      |
| 35 km.                    | 2h:24:50                  | Ádler, Rusia              | 19 de febrero de 2006     |
| 50 km.                    | 3h:34:14                  | Cheboksary, Rusia         | 11 de mayo de 2008        |
| PC - Pista Cubierta       |                           |                           |                           |